# 大久保利通
大久保利通（日语：／ Ōkubo Toshimichi，1830年9月26日—1878年5月14日），幼名正助，号甲东，后改名利通，生於日本薩摩藩（今鹿兒島）。原為武士，明治維新時期成為政治家，與西鄉隆盛及木户孝允並稱維新三傑。
1878年（明治十一年）5月14日，大久保在紀尾井町的紀尾井坂遭到石川縣士族島田一郎等六名刺客暗殺身亡。

## 生平

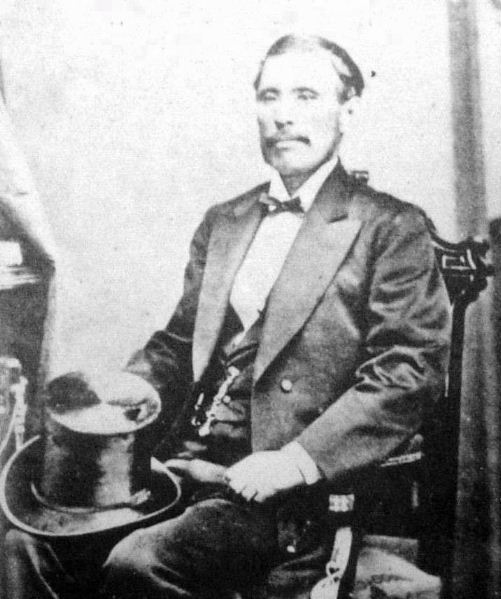
大久保利通

大久保利通出身於薩摩藩下級藩士家庭，其父為大久保利世。大久保利通出生於鹿兒島城下高麗町，幼名正袈裟，為家中長男。童年時，舉家移居加賀町。在薩摩藩校造士館就讀時，認識同家世的西鄉隆盛、税所篤及吉井友實等人。就學期間，大久保利通在武術上的表現不佳，但是在學業上得到很高的肯定。1844年，大久保利通元服，通稱為正助，諱利濟。
1846年（弘化3年），大久保利通成為薩摩藩內記錄所的一名書役助。
1858年，與滿壽結婚。
起初大久保與西鄉兩人皆以薩摩藩士的身分為藩主效命，西鄉隆盛是島津齊彬的側近；大久保是島津久光的心腹。兩人逐漸掌握實權，對推翻德川幕府以及推動明治維新做出巨大貢獻。
兩人先後（曾同時）擔任正院（內閣）參議，西鄉还曾兼任陸軍元帥和近衛都督，大久保則在1873年（明治六年）兼任內務卿。
1871年（明治四年），大久保利通與木戶孝允參加岩倉使節團，出使歐洲及美國。這次使節團出訪，對日本政局有極大的影響。隨團成員見識到歐美各國的文明開化與強大國力，深感日本封閉落後，咸認日本應該暫時停止對外爭戰的政策，全力發展內政，因而被歸類為「內治派」；而使節團出訪期間擔任留守的西鄉隆盛等人，則因主張立即出兵海外，被歸類為「武斷派」。
明治維新時期，社會結構重整，眾多武士失業，造成極大的社會問題。西鄉隆盛對士族（舊武士改稱）抱以深刻的同情，提倡征韓論，意圖用對外戰爭解決內政壓力。西鄉同時是士族菁英論者，認為日本應該以士族為中心建立政府及軍隊；然而大久保認為日本應該朝向文官體制的政體發展，並以徵兵制度破除軍隊的封建性，建立效忠天皇的新式軍隊。
1873年（明治六年），正院閣議針對征韓論進行辯論，結果演變成為政爭，史稱「明治六年政變」。最後天皇支持內治派，西鄉隆盛、江藤新平等武斷派參議全數辭職下野。西鄉返回薩摩後設立私學校，傳揚士道（舊武士精神）。當時士族問題越來越大，各地陸續出現士族叛亂事件，西鄉均不為所動。
1874年（明治七年），江藤新平在九州佐賀縣發動「佐賀之亂」。大久保利通受命前往平亂，僅花11日便順利鎮壓叛軍。日本政府為安撫士族，尤其是反抗意識最強的薩摩士族，由大久保利通負責折衝。同年（清同治十三年）因琉球難民在台灣被原住民殺害，日方進行「台灣出兵」（中方稱為牡丹社事件）。日本政府將西鄉隆盛之弟西鄉從道升為中將，並任命為「蕃地事務局都督」，領兵三千餘名攻打台灣南部原住民部落。

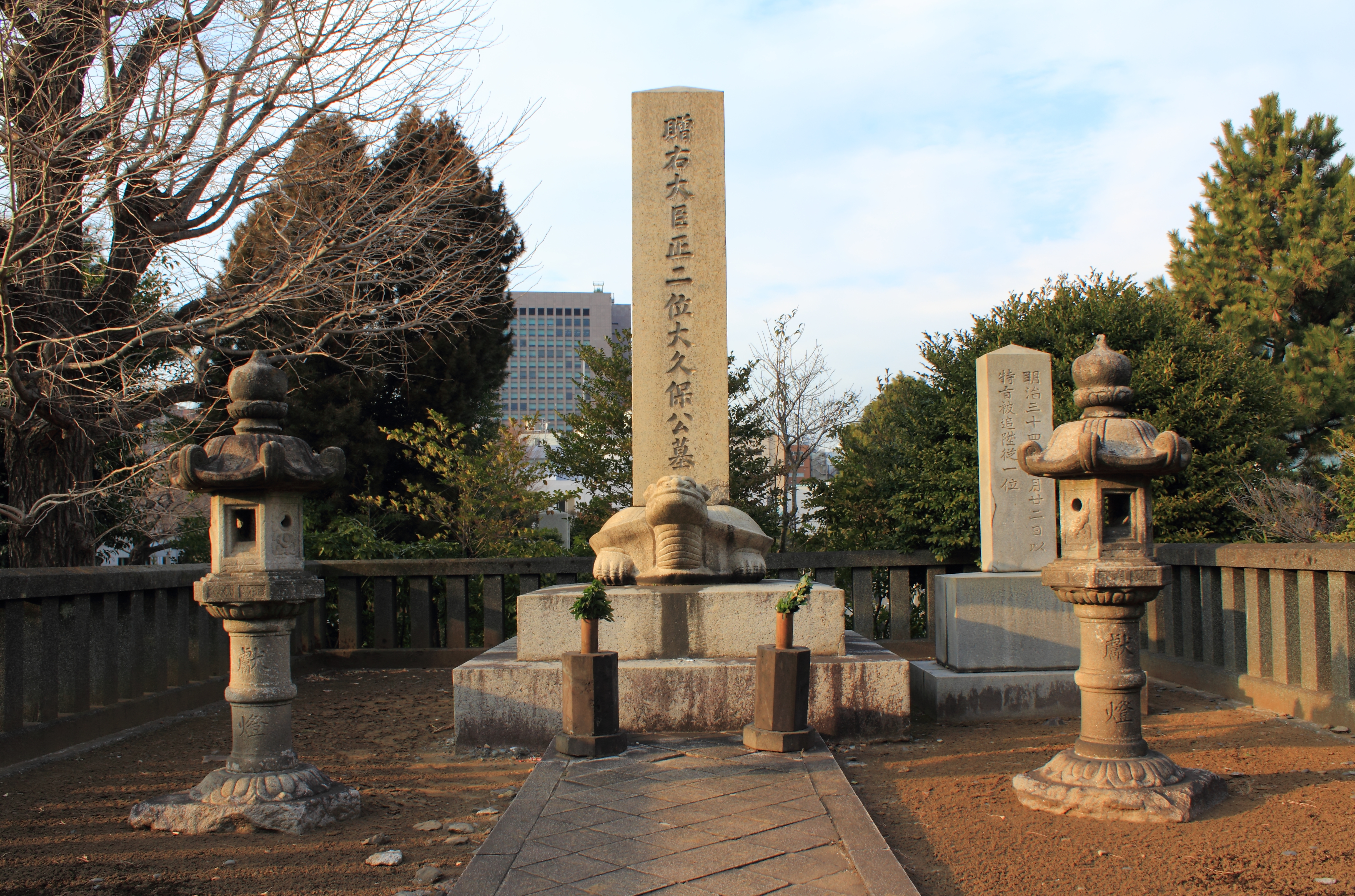
大久保之墓

日本出兵台灣，遭到清朝抗議；然而兩國並未宣戰，皆圖以外交手段解決，但談判很快陷入僵局。日本政府任命大久保利通出任全權大臣，前往中國交涉。大久保拉攏英國駐北京公使威妥瑪出面調停，清廷遂讓步簽下北京專約，承認日本出兵台灣是「保民義舉」；同時給付難民撫慰金與日軍建築物購買金共五十萬兩。後來日本解釋「保民義舉」係清廷承認琉球為日本屬地的證明，隨即於1878年（明治十一年）進行琉球處分，迫使琉球國王退位，將琉球置為日本一縣。大久保利通的此次外交在日本獲得極高評價。
然而士族問題並未因此獲得解決。1877年（明治十年），薩摩不平士族攻擊鹿兒島的政府軍火藥庫，揭開西南戰爭序幕。當時西鄉隆盛並不在鹿兒島，聞訊之後慨然長嘆，但依然回到鹿兒島統率士族們，以「質問政府」為名揮軍北上，並在熊本城與政府軍爆發激戰。最後政府軍擊敗薩摩軍，西鄉撤退回到鹿兒島，在負傷的情況下由部下介錯砍下頭顱，結束日本史上至今最後一場內戰。因為西鄉為士族而戰，各地士族同情西鄉者甚多。
1878年（明治十一年）5月14日清晨，福島縣令山吉盛典到大久保利通在東京的宅邸拜訪。大久保對他說：「明治維新需要三十年才能完成。從明治元年到十年是創業期，有許多兵事。第二個十年最為重要，是整理內政、興殖民產的時期；利通不肖，願竭盡心力為之。以後的第三期，就要靠你們後進諸君了！」然而就在當天早上8點，大久保於上班途中在紀尾井町的紀尾井坂遭到石川縣士族島田一郎等六名刺客暗殺，史稱紀尾井坂之變。島田等人深為鹿兒島私學校的思想共鳴，欲附和西南戰爭舉兵不成，遂改而刺殺大久保。
大久保死後，日本政府追贈為右大臣、正二位。並且為他舉行維新以來第一場國葬，葬於東京青山靈園。
據說大久保為發展日本公共事業，投入了私人財產，身後負債累累。

## 家族
大久保利通與正妻育有四子一女，與妾育有四子。
- 正妻：大久保滿壽子（日语：大久保満寿子）

- 長子：大久保利和（1859年 - 1945 年），曾任大藏省主計官、侯爵、貴族院議員、甲武鐵道社社長。

- 次子：牧野伸顯（1861年 - 1949年），過繼給大久保利通的姨表兄牧野吉之丞，改姓牧野。牧野伸顯是極受天皇信賴的伯爵、內大臣，牧野伸顯的女婿吉田茂為日本戰後名首相。

- 三子：大久保利武（1865年 - 1943年），大阪府知事，侯爵、貴族院議員。

- 五子：石原雄熊（1869年 - 1943年）。

- 長女：伊集院芳子（1876年 - 1965年），伊集院彦吉之妻。

- 妾：杉浦勇

- 四子：大久保利夫（1867年 - 1894年），幼名達熊。二十多歲早逝。

- 六子：大久保俊熊（1870年 - 1912年），農業技師、海島糖業試驗場場長。其妻為税所篤的孫女（サワ）。

- 七子：大久保七熊（1871年 - 1943年），農業技師。其妻為恩地順之助的長女。

- 八子：大久保利賢（1878年 - 1958年），曾任橫濱貨幣銀行行長。妻子是高橋是清的次女和喜子。他在父親利通死後出生。

## 登場作品

### 小說
- 西郷與大久保（新潮社、海音寺潮五郎著）
- 宛如飛翔（文藝春秋、司馬遼太郎著）
- 大久保甲東先生（民友社、德富蘇峰著）

### 影視劇
- 西鄉隆盛（1964年、CX、演：内藤武敏）
- 風雪（日语：風雪 (テレビドラマ)）（1964年、NHK、演：椎名勝巳 → 市川小太夫 → 小杉義男（日语：小杉義男） → 武内亨（日语：武内亨） → 城所英夫（日语：城所英夫））
- 龍馬來了（1968年、NHK大河劇、演：土屋嘉男）
- 日本暗殺秘録（日语：日本暗殺秘録）（1969年、東映、演：堀正夫）
- 鞍馬天狗（日语：鞍馬天狗 (1969年のテレビドラマ)）（1969年、NHK、演：小林勝彦）
- 商魂一代 天下暴坊（1970年、東寶、演：神山繁）
- 天皇的世紀（日语：天皇の世紀#第一部（テレビドラマ））（1971年、ABC、演：草野大悟）
- 勝海舟（日语：勝海舟 (NHK大河ドラマ)）（1974年、NHK大河劇、演：西澤利明（日语：西沢利明））
- 鞍馬天狗（日语：鞍馬天狗 (1974年のテレビドラマ)）（1974年、NTV、演：和崎俊哉）
- 龍馬暗殺（日语：竜馬暗殺）（1974年、ATG、演：田村亮）
- 明治群像：海上火輪（日语：明治の群像 海に火輪を）（1976年、NHK、演：石坂浩二）
- 捨生忘利：西鄉隆盛傳（1977年、TBS、演：細川俊之）
- 花神（日语：花神 (NHK大河ドラマ)）（1977年、NHK大河劇、演：高橋長英）
- 今當晨鐘（1978年、MBS、演：中村敦夫）
- 乘雲飛翔（日语：雲を翔びこせ）（1978年、TBS、演：井上孝雄）
- 獅子的時代（日语：獅子の時代）（1980年、NHK大河劇、演：鶴田浩二）
- 德川一族的崩壞（日语：徳川一族の崩壊）（1980年、東映、演：梅宮辰夫）
- 田原坂（日语：田原坂 (テレビドラマ)）（1987年、NTV、演：近藤正臣）
- 坂本龍馬（日语：坂本龍馬 (テレビドラマ)）（1989年、TBS、演：真夏龍吾）
- 宛如飛翔（1990年、NHK大河劇、演：鹿賀丈史）
- 幕末純情傳（日语：幕末純情伝）（1991年、松竹、演：石丸謙二郎）
- 龍馬來了（日语：竜馬がゆく#1997年版）（1997年、TBS、演：井上肇）
- 尾張幕末風雲錄（1998年、TX、演：伊藤敏八）
- 德川慶喜（1998年、NHK大河劇、演：池田成志）
- 壬生義士傳 新選組最強的男人（日语：壬生義士伝#テレビドラマ）（2002年、TX、演：水上保廣（日语：水上保広））
- 壬生義士傳（日语：壬生義士伝#映画）（2003年、松竹、演：津田寬治（日语：津田寛治））
- 龍馬來了（日语：竜馬がゆく#2004年版）（2004年、TX、演：齋藤步（日语：斎藤歩））
- 新選組！（2004年、NHK大河劇、演：保村大和）
- 少年白虎隊（日语：白虎隊 (2007年のテレビドラマ)）（2007年、EX、演：井田國彦）
- 篤姬（2008年、NHK大河劇、演：原田泰造）
- 南洲翁異聞〜おいどんは、丸腰・平和使節で韓国へ行く〜（2008年、KTS、演：榎木孝明）
- 半次郎（日语：半次郎）（2010年、JFDB、演：北村有起哉）
- 龍馬傳（2010年、NHK大河劇、演：及川光博）
- 仁者俠醫（2009年、TBS、演：眞島秀和）
- 八重之櫻（2013年、NHK大河劇、演：德重聰（日语：徳重聡））
- 神劍闖江湖 京都大火篇（2014年、華納、演：宮澤和史（日语：宮沢和史））
- 阿淺（2015年、NHK晨間劇、演：柏原収史）
- 西鄉殿（2018年、NHK大河劇、演：瑛太）
- 永遠的長老：賦與北海道之名的男人 松浦武四郎（日语：永遠のニシパ 〜北海道と名付けた男 松浦武四郎〜）（2019年、NHK、演：江口洋介）
- 天外者（日语：天外者）（2020年、Giggly Box、演：迫田孝也（日语：迫田孝也））
- 明治開化 新十郎偵探帖（2020年、NHK、演：篠井英介）
- 直衝青天（2021年、NHK大河劇、演：石丸幹二）

## 参見
- 明治维新